# Rodolfo De Laurentiis
Rodolfo De Laurentiis (Collelongo, 21 settembre 1960) è un politico italiano.

## Biografia
Laureato in giurisprudenza e scienze politiche presso l'Università La Sapienza di Roma, dal 1986 ha collaborato stabilmente presso la facoltà di giurisprudenza dello stesso ateneo. Vince una borsa di studio «Giovanni De Vergottini» assegnata dal Centro Italiano per lo Sviluppo della Ricerca (CISR) e dalla facoltà di giurisprudenza dell'Università di Bologna per uno studio sul tema “Storia delle Istituzioni”.
Nel 2001 viene eletto alla Camera dei deputati per il Centro Cristiano Democratico, venendo poi confermato nel 2006 con l'UDC. Nel 2008 termina il proprio mandato parlamentare; nello stesso anno è candidato alla presidenza della Regione Abruzzo con UDC-UDEUR, ottenendo il 5,4% dei consensi. 
Nel febbraio 2009 viene nominato Consigliere di Amministrazione della Rai. Dall'ottobre 2013 al dicembre 2015 è stato Presidente dell'Associazione Confindustria Radio Televisioni, organismo che riunisce ventuno aziende che operano nel campo radiotelevisivo.